# Aeroportul Prince Albert (Glass Field)
Aeroportul Prince Albert (Glass Field) (IATA: YPA, ICAO: CYPA) este un aeroport din Saskatchewan, Canada.
Situat la o altitudine de 428 m, aeroportul dispune de o singură pistă.